# Кубок Андорры по футболу 2016
Кубок конституции 2016 года — двадцать четвертый розыгрыш кубка Андорры. Турнир начался 21 февраля 2016 года (первый раунд) и закончился 15 мая 2016 года (финал). Победителем турнира получил место в квалификационном раунде Лиги Европы 2016/17.

## Первый раунд
Игры первого раунда состоялись 21 февраля. В них приняли участие 4 команды второго дивизиона андорранского чемпионата и 4 команды первого дивизиона андорранского чемпионата.
| Команда         | счёт       | Команда           |
| --------------- | ---------- | ----------------- |
| Ордино          | 5:3 (д.в.) | Женлай            |
| Пенья Энкарнада | 7:0        | Атлетик Эскальдес |
| Интер Эскальдес | 0:3 (д.в.) | Энкам             |
| Экстременья     | 0:5        | Энгордань         |

## Четвертьфиналы
Четвертьфинальные матчи кубка состоялись 28 февраля, в них приняли участие победители первого раунда и 4 команды первого дивизиона андорранского чемпионата.
| Команда         | счёт | Команда                     |
| --------------- | ---- | --------------------------- |
| Санта-Колома    | 2:0  | Ордино                      |
| Пенья Энкарнада | 1:3  | Унио Эспортива Санта-Колома |
| Сан-Жулиа       | 1:0  | Энкам                       |
| Лузитанс        | 2:4  | Энгордань                   |

## Полуфиналы
Полуфинальные матчи кубка состоялись 6 марта.
| Команда      | счёт | Команда                     |
| ------------ | ---- | --------------------------- |
| Санта-Колома | 0:1  | Унио Эспортива Санта-Колома |
| Сан-Жулиа    | 1:2  | Энгордань                   |

## Финал
| 15 мая 2016 года            | \| Унио Эспортива Санта-Колома \| 3:0 \| Энгордань \| | Комуналь д'Андорра-ла-Велья, Андорра-ла-Велья Судья: Игнаси Вильямайор |
| Унио Эспортива Санта-Колома | 3:0                                                   | Энгордань                                                              |

| Победитель Кубка конституции 2016     |
| ------------------------------------- |
| Унио Эспортива Санта-Колома 2-й титул |